# Feldkirchner Tangente
| |                      |                           |                           |
| Streckennummer (DB): | 5602                 |                           |                           |
| Streckenlänge: | 7,69 km              |                           |                           |
| Spurweite: | 1435 mm (Normalspur) |                           |                           |
| Maximale Neigung: | 5 ‰                  |                           |                           |
| Minimaler Radius: | 400 m                |                           |                           |
| |                      |                           |                           |
| \| \| \| von Steinwerk \| \| \| \| 0,000 \| Abzw Nordost \| Abzw Nordost \| \| \| \| nach München-Trudering \| \| \| \| \| München Ost–Ismaning \| \| \| \| 0,660 \| Baugleis RAW Unterföhring \| Baugleis RAW Unterföhring \| \| \| \| Gleißenbachstraße \| \| \| \| \| Apenrader Straße \| \| \| \| \| Hüllgraben \| \| \| \| \| von München Ost \| \| \| \| 7,698 \| Feldkirchen (b München) \| Feldkirchen (b München) \| \| \| \| nach Simbach (Inn) \| \| \| \| \| \| \| \| Quellen: [1] \| \| \| \| |                      |                           |                           |
| Strecke |                      | von Steinwerk             | von Steinwerk             |
| ehemalige Blockstelle | 0,000                | Abzw Nordost              | Abzw Nordost              |
| Abzweig ehemals geradeaus und nach rechts |                      | nach München-Trudering    | nach München-Trudering    |
| Kreuzung (Strecke geradeaus außer Betrieb) |                      | München Ost–Ismaning      | München Ost–Ismaning      |
| Kreuzung geradeaus oben (Strecken außer Betrieb) | 0,660                | Baugleis RAW Unterföhring | Baugleis RAW Unterföhring |
| Brücke (Strecke außer Betrieb) |                      | Gleißenbachstraße         | Gleißenbachstraße         |
| Brücke (Strecke außer Betrieb) |                      | Apenrader Straße          | Apenrader Straße          |
| Brücke über Wasserlauf (Strecke außer Betrieb) |                      | Hüllgraben                | Hüllgraben                |
| Abzweig ehemals geradeaus und von rechts |                      | von München Ost           | von München Ost           |
| Bahnhof | 7,698                | Feldkirchen (b München)   | Feldkirchen (b München)   |
| Strecke |                      | nach Simbach (Inn)        | nach Simbach (Inn)        |
| |                      |                           |                           |
| Quellen: |                      |                           |                           |

Die Feldkirchner Tangente war eine eingleisige Eisenbahnstrecke nordöstlich von München. Die Güterumgehungsbahn zweigte bei Unterföhring vom Münchner Nordring ab und führte nach Feldkirchen an der Bahnstrecke München–Simbach. Sie wurde durch die Deutsche Reichsbahn 1942 eröffnet und nach wenigen Betriebsjahren 1949 stillgelegt. Eine Verlängerung nach Zorneding wurde nicht fertiggestellt. Die aufgelassene Bahntrasse ist als geschützter Landschaftsbestandteil ausgewiesen.

## Geschichte
Im Zuge des Ausbaus des Münchner Nordrings als Güterumgehungsbahn Ende der 1930er Jahre war auch eine Anbindung an die Bahnstrecke München–Simbach erforderlich. Ursprünglich sah die Deutsche Reichsbahn dafür eine kurze Verbindungskurve zwischen den Bahnhöfen München-Daglfing und München-Riem vor. Da der durch die Züge nach Ismaning mitbenutzte Nordring-Abschnitt zwischen Johanneskirchen und Daglfing dadurch jedoch überlastet worden wäre, entschied die Deutsche Reichsbahn 1939, eine 7,7 Kilometer lange Verbindungsstrecke auf dem direkten Weg durch das Johanneskirchener Moos nach Feldkirchen zu errichten.
Die Bauarbeiten für die Strecke begannen 1939 oder 1940. Sie wurde für zwei Gleise trassiert, zunächst jedoch nur eingleisig ausgeführt. In Feldkirchen wurde eine spätere höhenfreie Einbindung in die Strecke nach Simbach vorbereitet. Bei der Errichtung des Bahndamms durch das Johanneskirchener Moos setzte die Deutsche Reichsbahn Zwangsarbeiter aus dem Reichsbahnarbeitslager an der Johanneskirchener Straße ein. Am 1. Januar 1942 nahm die Deutsche Reichsbahn die Feldkirchner Tangente offiziell in Betrieb. Aufgrund der schweren Beschädigung der innerstädtischen Münchner Bahnanlagen durch Luftangriffe der Alliierten war die Tangente gegen Ende des Zweiten Weltkriegs von erheblicher Bedeutung für den Güterverkehr in Richtung Mühldorf. Vereinzelt wurden 1944 und 1945 auch Reisezüge über die Strecke umgeleitet.
Am 31. August 1944 beschloss die Reichsbahn-Baudirektion München, die Strecke ab Feldkirchen bis nach Zorneding an der Bahnstrecke München–Rosenheim zu verlängern. Dadurch sollte für die Züge aus und in Richtung Rosenheim eine Umfahrung der durch Luftangriffe beeinträchtigten Strecken im Münchner Stadtgebiet ermöglicht werden. Noch 1944 begannen die Bauarbeiten für die eingleisige Strecke, deren Unterbau sehr einfach ausgeführt wurde. Es kamen niederländische Kriegsgefangene aus den Arbeitslagern am Rangierbahnhof München Ost als Zwangsarbeiter zum Einsatz. Bis April 1945 war das Gleis durchgehend verlegt, wurde aber wegen der noch fehlenden Signalanlagen ausschließlich von Arbeitszügen befahren. Aufgrund des Kriegsendes konnte die Deutsche Reichsbahn die Strecke nicht mehr in Betrieb nehmen.
1946 baute die Deutsche Reichsbahn das Gleis auf dem unvollendeten Streckenabschnitt von Feldkirchen nach Zorneding zurück. Um die Flächen wieder landwirtschaftlich nutzen zu können, beseitigten örtliche Bauern noch im Herbst 1946 große Teile der Bahntrasse. Der Abschnitt vom Nordring bis Feldkirchen wurde nach Kriegsende nicht mehr befahren und zur Abstellung von schadhaften Reisezug- und Güterwagen verwendet. 1949 wurde die Strecke stillgelegt und das Gleis zur Gewinnung von Oberbaustoffen abgebaut.
Der Bahndamm mitsamt Schotterbett ist zwischen Unterföhring und Feldkirchen überwiegend erhalten. Von den ursprünglich vier Eisenbahnbrücken sind noch drei vorhanden; lediglich die Brücke über das Baugleis bei Johanneskirchen wurde abgetragen. 1985 entstanden an der Brücke über die Gleißenbachstraße Filmaufnahmen zur Serie Irgendwie und Sowieso: Hauptfigur Sepp, gespielt von Elmar Wepper, fährt mit einem Reisebus durch die in der Serie zu niedrige Unterführung, woraufhin das Dach des Busses abgerissen wird. Seit 1989 ist die Bahntrasse im Stadtgebiet von München und seit 1996 auf dem Gebiet des Landkreises München als geschützter Landschaftsbestandteil ausgewiesen.

## Verlauf
Die Feldkirchner Tangente zweigte östlich der Isar auf dem Gemeindegebiet von Unterföhring an der Abzweigstelle Nordost vom Münchner Nordring ab. Kurz nach dem Abzweig kreuzte sie die Nebenbahn München Ost–Ismaning höhengleich; ansonsten war die Strecke kreuzungsfrei ausgeführt. Bei Kilometer 0,66 überquerte sie auf einer Brücke das Baugleis vom Bahnhof München-Johanneskirchen zum geplanten Reichsbahnausbesserungswerk Unterföhring. Im weiteren Verlauf führte die Strecke geradlinig durch das flache, teilweise moorige Gelände des Johanneskirchener Mooses und Randbereiche des Erdinger Mooses nach Südosten. Bis zum Kilometer 3,5 verlief sie auf einem bis zu vier Meter hohen Damm; dabei überquerte sie auf Betonbalkenbrücken die Gleißenbachstraße und die Apenrader Straße sowie auf einer Bogenbrücke den Hüllgraben. Ab Kilometer 4,7 wurde sie in einem Einschnitt geführt, der durch zwei Straßenüberführungen gequert wurde. Kurz vor Feldkirchen bog die Strecke nach Osten ab und mündete parallel zur Bahnstrecke München–Simbach in den Bahnhof Feldkirchen (b München) ein, in dem sie bei Kilometer 7,698 endete.

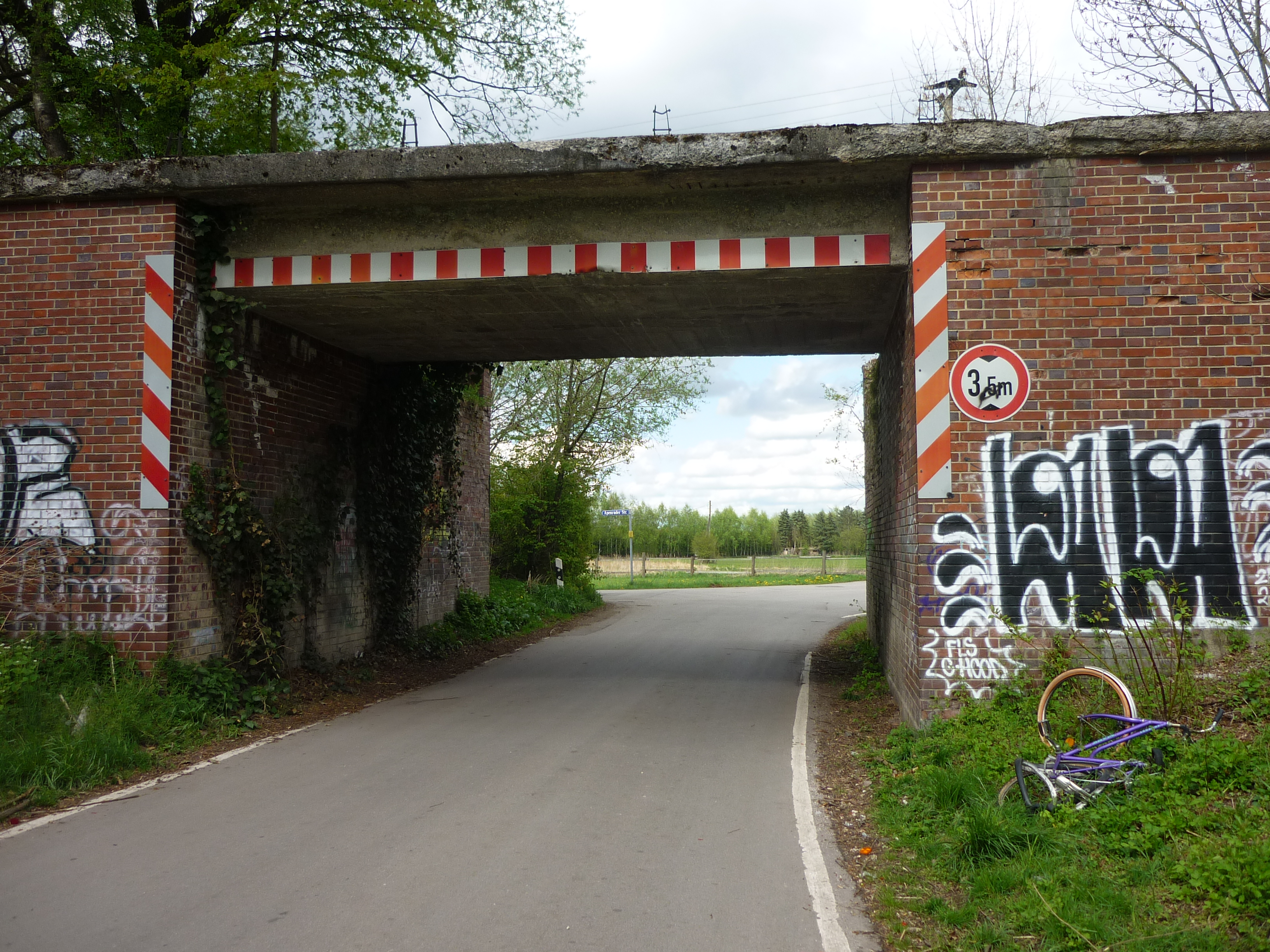
Brücke über die Apenrader Straße (2014)
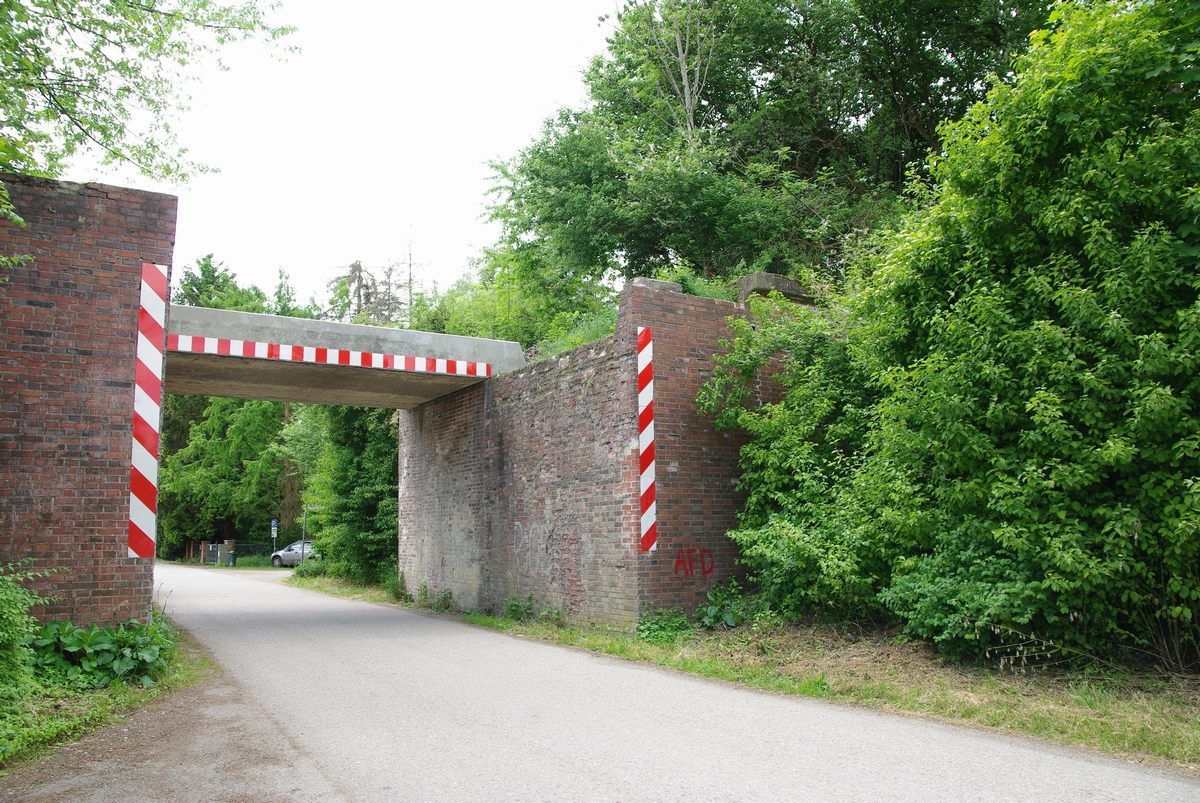
Brücke über die Gleißenbachstraße (2025)
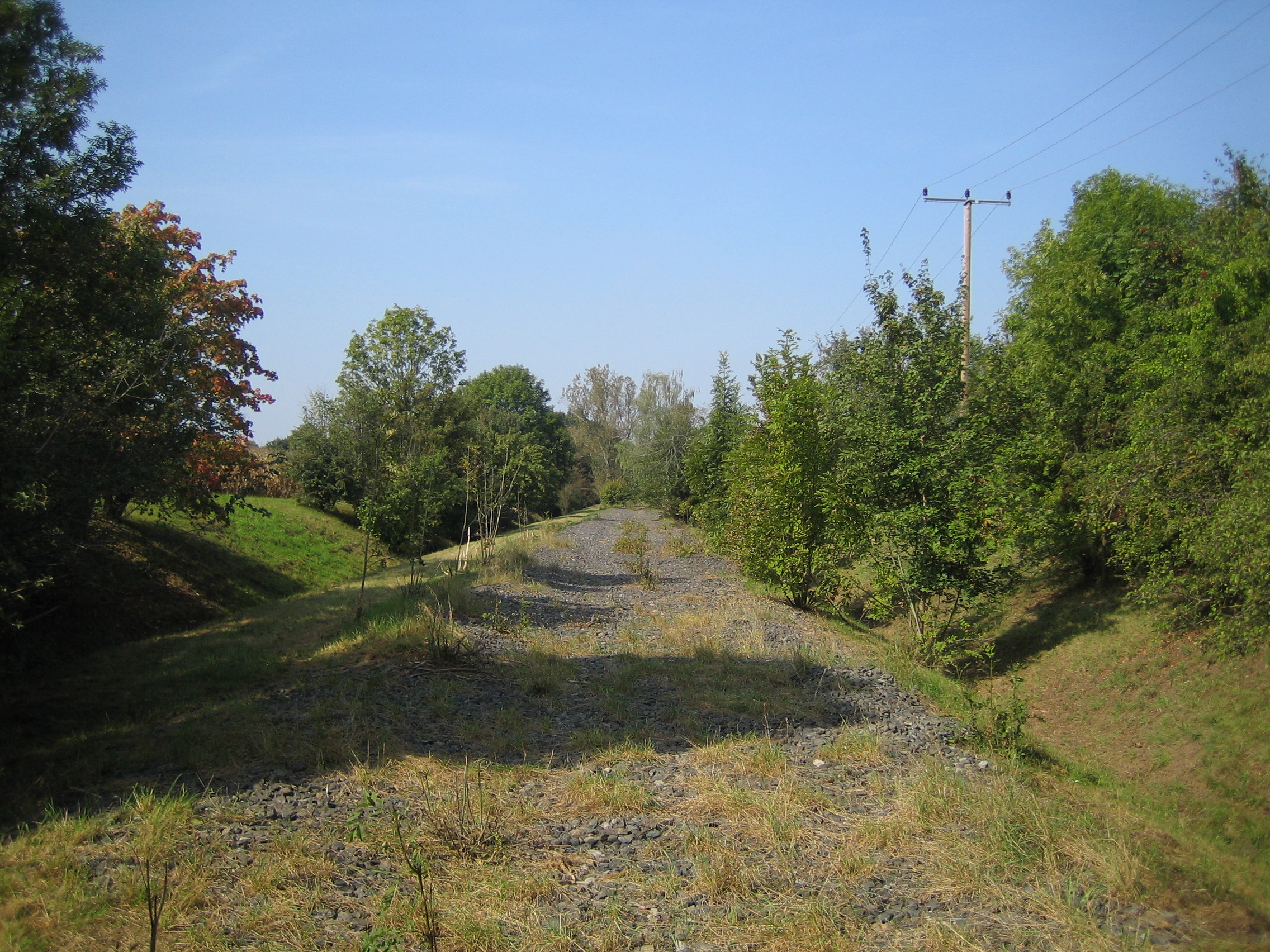
Bahntrasse nördlich von Dornach (2009)
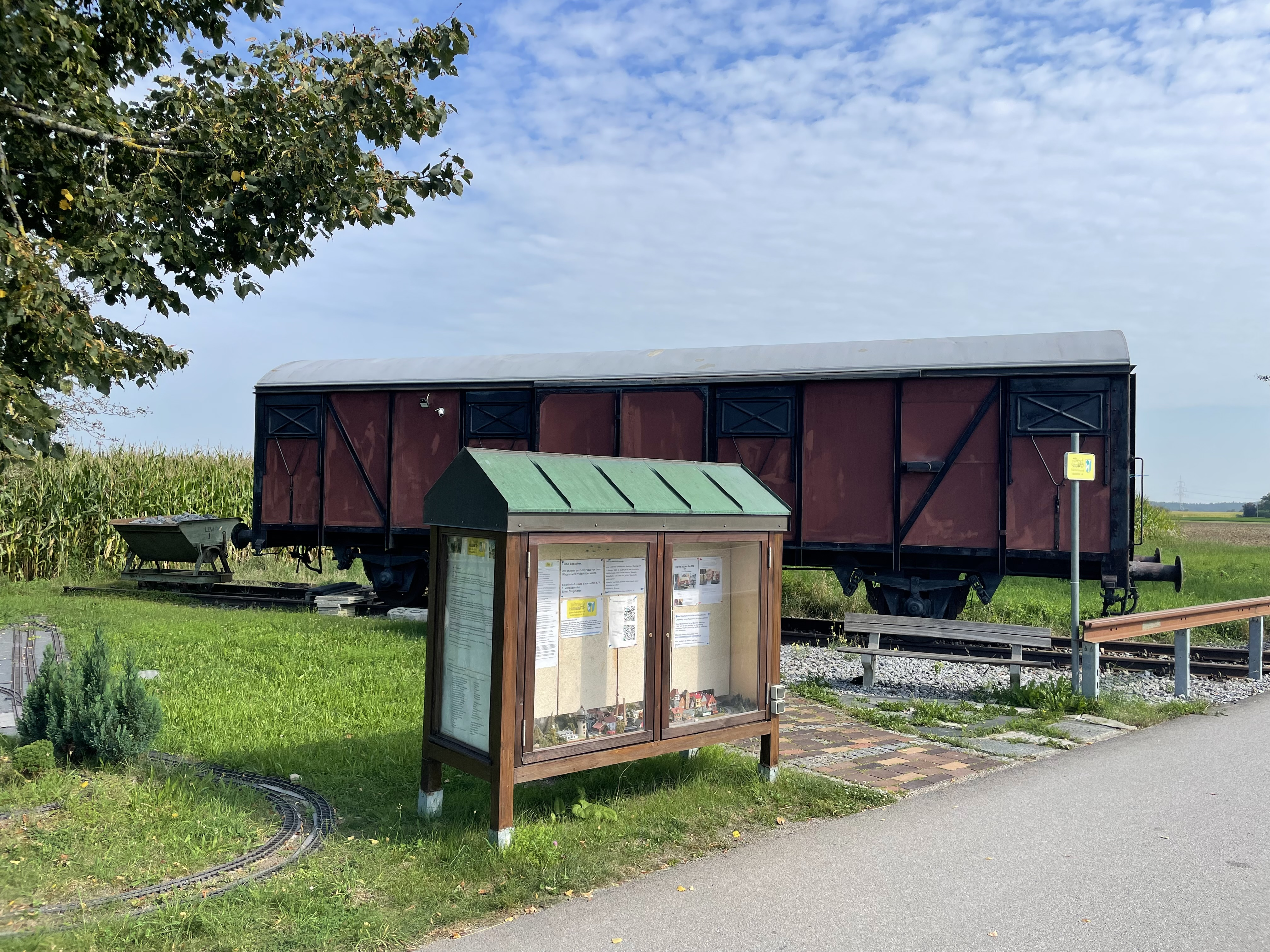
Erinnerungsstätte bei Baldham (2024)

Die Trasse der nicht fertiggestellten Streckenverlängerung bog am Ostkopf des Bahnhofs Feldkirchen, auf Höhe der St.-Emmeram-Kapelle, direkt nach Süden ab und führte östlich an Feldkirchen vorbei. Nördlich von Ottendichl wandte sie sich nach Südosten. Weitgehend geradlinig verlief sie zwischen Vaterstetten und Baldham hindurch, durchquerte den Baldhamer Wald und mündete westlich von Zorneding in die Bahnstrecke München–Rosenheim ein.